# Degāna
Degāna är en ort i Indien.   Den ligger i distriktet Nāgaur och delstaten Rajasthan, i den nordvästra delen av landet, 300 km sydväst om huvudstaden New Delhi. Degāna ligger 342 meter över havet och antalet invånare är 20 000.
Terrängen runt Degāna är mycket platt. Runt Degāna är det ganska tätbefolkat, med 129 invånare per kvadratkilometer. Det finns inga andra samhällen i närheten. Trakten runt Degāna består till största delen av jordbruksmark.